# Чёрная (река, впадает в Истошенское озеро)
Чёрная — река в России, протекает по Демянскому району Новгородской области, впадает в озеро Истошенское. Длина реки составляет 14 км. Бассейн реки на юге и на востоке граничит с бассейном озера Селигер бассейна Волги.
На правом берегу реки стоит деревня Клин Песоцкого сельского поселения (бывшего Филиппогорского сельского поселения).

## Данные водного реестра
По данным государственного водного реестра России относится к Балтийскому бассейновому округу, водохозяйственный участок реки — Ловать и Пола, речной подбассейн реки — Волхов. Относится к речному бассейну реки Нева (включая бассейны рек Онежского и Ладожского озера).
Код объекта в государственном водном реестре — 01040200312102000022110.

## Топографическая карта
- Лист карты O-36-90 Полново. Масштаб: 1 : 100 000. Состояние местности на 1982 год. Издание 1988 г.